# 217/II
217/II es un misil tierra-aire experimental soviético de combustible sólido desarrollado en 1939 por Sergéi Koroliov, bajo la dirección de Dryazgov. Fue lanzado desde un raíl de 10 metros de longitud que podía elevarse en ángulo. Alcanzó los 1000 metros de altitud. 